# Tonquédec
 Tonquédec ist eine französische Gemeinde mit 1201 Einwohnern (Stand 1. Januar 2022) im Département Côtes-d’Armor in der Region Bretagne; sie gehört zum Arrondissement Lannion und zum Kanton Bégard.

## Bevölkerungsentwicklung
| Jahr      | 1962 | 1968 | 1975 | 1982 | 1990 | 1999 | 2007 | 2016 |
| Einwohner | 804  | 958  | 865  | 1045 | 1061 | 1063 | 1072 | 1183 |

## Sehenswürdigkeiten
- Burg Tonquédec aus dem 13. Jahrhundert, Monument historique seit 1862
- Kapelle Saint-Gildas
- Kirche Saint-Pierre (1447)

Siehe auch: Liste der Monuments historiques in Tonquédec